# Huelga general en India de 2020
En el 26 de noviembre de 2020, se llevó a cabo una huelga general masiva en toda la India. La huelga fue organizada por 10 sindicatos en todo el país y fue apoyada por el Congreso Nacional Indio, el Partido Comunista de la India (Marxista) y otros partidos de izquierda. Se estima que 250 millones (25 crore) de personas participaron en la huelga, que la revista Jacobin estimó como la más grande de la historia. La huelga fue seguida por una marcha hacia Nueva Delhi, que llegó allí el 30 de noviembre con decenas de miles de agricultores rodeando Delhi, aumentando a cientos de miles el 3 de diciembre. 

## Las demandas de los huelguistas
Los sindicatos de trabajadores presentaron una lista de siete demandas:
1. Transferencia directa de efectivo de 7.500 rupias (101 dólares estadounidenses) a todas las familias que ganan menos del umbral del impuesto sobre la renta.
2. 10 kg de ración de cereales gratis por persona cada mes para todos los necesitados.
3. Ampliación de la Ley Nacional de Garantía de Empleo Rural Mahatma Gandhi para proporcionar empleo de los actuales 100 días a 200 días de trabajo en zonas rurales con mejores salarios, y extensión de este programa a zonas urbanas.
4. Retiro de todos los cambios en el código laboral contra los trabajadores y las leyes contra los agricultores.
5. Detener la privatización de las empresas del sector público, incluidas las del sector financiero. Detener la corporativización de entidades de servicios y manufactura administradas por el gobierno en ferrocarriles, manufactura de ordenanzas, puertos y áreas similares.
6. Retirar la circular draconiana de jubilación prematura forzada de empleados gubernamentales y del sector público.
7. Proporcionar una pensión para todos, restablecer el plan de pensiones anterior y mejorar la EPS 95.[5][3]

## Organizadores
Los sindicatos involucrados incluyeron el Congreso Nacional de Sindicatos de la India (INTUC), el Congreso de Sindicatos de Toda la India (AITUC), Hind Mazdoor Sabha (HMS), el Centro de Sindicatos de la India (CITU), el Centro de Sindicatos Unidos de Toda la India (AIUTUC), Centro de Coordinación Sindical (TUCC), Asociación de Mujeres Autoempleadas (SEWA), Consejo Central de Sindicatos de la India (AICCTU), Federación Progresista Laboral (LPF) y Congreso de Sindicatos Unidos (UTUC).
Varias otras organizaciones participaron en la huelga. La Asociación de Empleados Bancarios de la India (AIBEA) declaró que cerca de 30 mil empleados bancarios iban a participar en la huelga. Las Federaciones y Asociaciones Sectoriales Independientes (ISFA) emitieron un aviso de huelga a los trabajadores de todas las industrias, llamando a los trabajadores del esquema, trabajadores de la construcción, trabajadores beedi, trabajadores domésticos, trabajadores agrícolas, vendedores, vendedores ambulantes y trabajadores independientes en las zonas rurales y urbanas de la India. salir a las calles para chakka jam , una manifestación destinada a bloquear el tráfico. Según un comunicado del CPIM, hubo "participación masiva"  de personas que no recibieron aviso de huelga, como trabajadores del sector informal, estudiantes, mujeres y campesinos. Aproximadamente una cuarta parte de todas las personas en edad laboral de la India participó en la huelga general.
La fecha de la huelga general coincidió con la huelga del propio Comité de Coordinación de Kisan Sangharsh de toda la India que pedía que se derogaran las leyes agrícolas contra los agricultores recientemente promulgadas.  Los sindicatos de trabajadores y el AIKSCC declararon su solidaridad entre sí en los días previos a la huelga general y la movilización "Chalo Delhi" (Ir a Delhi) del AIKSCC.

## Huelga y marcha a Nueva Delhi
La huelga general inicial de 24 horas tuvo lugar en toda la India. Cinco estados, Kerala, Puducherry, Odisha, Assam y Telangana, fueron cerrados por completo. Jharkhand y Chhattisgarh informaron un 100% de huelga. Tamil Nadu informó el cierre en 13 de los 38 distritos, y la huelga industrial continuó en los distritos restantes. En Punjab y Haryana, los autobuses de transporte estatales no salieron de sus depósitos. La huelga provocó la interrupción del trabajo en bancos, servicios financieros, diversos servicios gubernamentales, transporte, unidades siderúrgicas, puertos y muelles, servicios de telecomunicaciones, plantaciones, unidades generadoras de energía, minas de carbón y otras, unidades de producción de petróleo y gas natural, y millones de otras Industrias misceláneas.
La huelga fue seguida por la marcha de protesta de los agricultores indios de 2020 a la capital india, Nueva Delhi. El 30 de noviembre, "decenas de miles de agricultores y sus partidarios ... [estaban] manifestando en varios cruces de carreteras". El 3 de diciembre, BBC News calculó el número de agricultores que bloqueaban Nueva Delhi en cientos de miles. 

## Papel de las redes sociales
Una "fotografía de un policía paramilitar blandiendo su bastón contra un anciano sij", Sukhdev Singh, tomada por Ravi Choudhury de Press Trust of India (PTI) se volvió viral en las redes sociales en línea. Los políticos opuestos al gobernante Partido Bharatiya Janata (BJP) utilizaron la imagen para criticar la violencia policial. Los miembros del BJP afirmaron que el agricultor sij no había sido golpeado. Choudhury dijo que el policía había golpeado al hombre. Un sitio web de verificación de hechos, Boomlive, entrevistó a Sukhdev Singh, quien declaró que había sido golpeado por dos policías y que había resultado herido en "el antebrazo, la espalda y la pantorrilla". 